# Wernsbach (Fränkische Rezat)
Der Wernsbach ist ein 41⁄2 km langer Bach, der bei Windsbach im Landkreis Ansbach von links und Norden in die Fränkische Rezat mündet. Die einzige vom Wernsbach betriebene Mühle befand sich im Dorf Wernsmühle.

## Verlauf
Der Wernsbach entsteht unmittelbar südlich von Neuendettelsau in einem Wiesengebiet in der Nähe dreier Weiher zwischen der Fliederstraße und der Bahnstrecke Wicklesgreuth–Windsbach. 
Nach nur 100 Metern verläuft er verdohlt unter dem Neubaugebiet Lilienweg/Narzissenweg und erscheint nach gut 200 Metern südöstlicher Fließrichtung wieder an der Oberfläche. Dort mündet der einzige namenlose Nebenfluss von links in den Wernsbach. Er fließt nun stark begradigt in südwöstlicher Richtung zwischen der Bahnstrecke und einer Gemeindeverbindungsstraße an einer Kläranlage vorbei, speist einen Weiher auf halbem Weg nach Wernsbach, durchfließt diesen Ort und fließt unmittelbar südlich an der Wernsmühle vorbei. Hinter der Staatsstraße 2223 fließt der Wernsbach in südlicher Richtung weiter und spaltet sich dann in den Wiesenauen westlich von Windsbach in einem Flussnetz auf, dessen Hauptstrang von links in einem Nebenarm der Fränkischen Rezat mündet.

### BayernAtlas („BA“)
Amtliche Online-Gewässerkarte mit passendem Ausschnitt und den hier benutzten Layern: Lauf und Einzugsgebiet des Wernsbachs

Allgemeiner Einstieg ohne Voreinstellungen und Layer: BayernAtlas der Bayerischen Staatsregierung (Hinweise)
1. 1 2  Höhe abgefragt auf dem Hintergrundlayer Amtliche Karte (Rechtsklick).
2. ↑  Länge abgemessen auf dem Hintergrundlayer Amtliche Karte.
3. ↑  Einzugsgebiet abgemessen auf dem Hintergrundlayer Amtliche Karte.
4. ↑  Begradigung nach dem Hintergrundlayer Historische Karte, auf der der Bach anders als heute deutliche Mäander zeigt.